# Jermaine Gresham
Jermaine Gresham (Ardmore, 16 giugno 1988) è un ex giocatore di football americano statunitense che ha militato nel ruolo di tight end nella National Football League (NFL). Fu scelto nel corso del primo giro (21º assoluto) del Draft NFL 2010 dai Cincinnati Bengals. Al college ha giocato a football all'Università dell'Oklahoma venendo premiato come All-American.

## Carriera

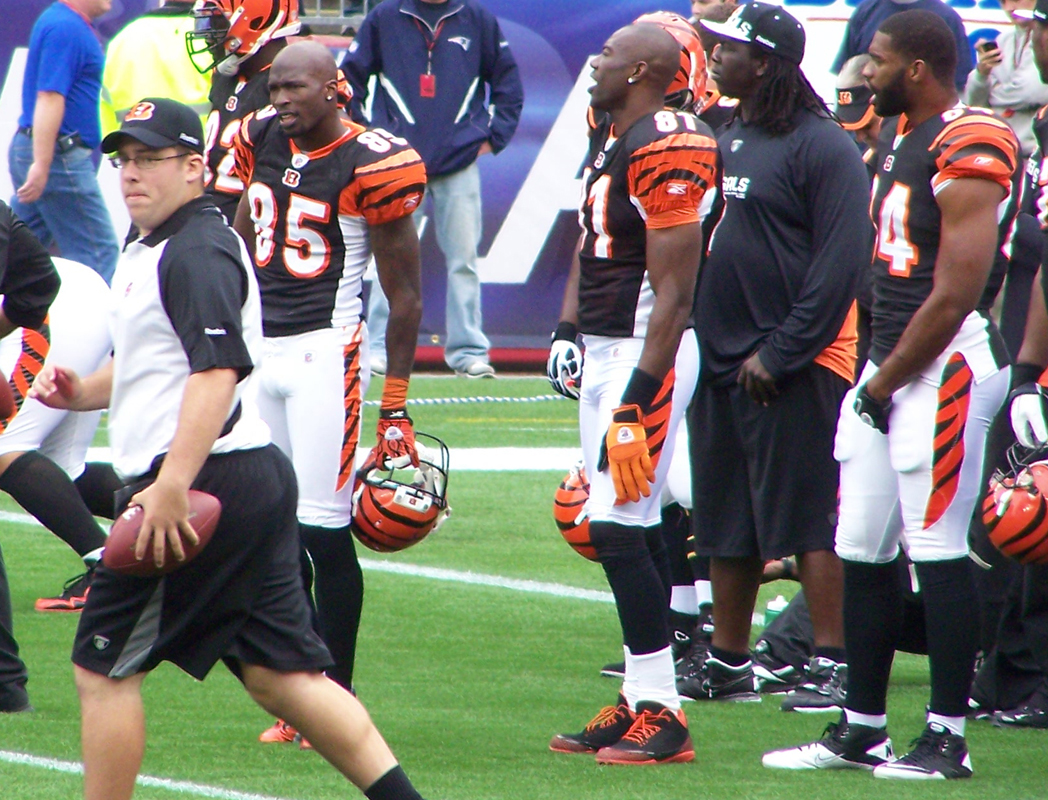
Gresham (sulla destra) insieme a Terrell Owens (centro) e Chad Johnson (sinistra)

### Cincinnati Bengals
Al draft NFL 2010 Gresham fu selezionato come 21ª scelta assoluta dai Bengals. Il 2 agosto 2010 firmò un contratto di 5 anni.
Gresham debuttò nella NFL il 12 settembre 2010 contro i New England Patriots indossando la maglia numero 84, saltando solamente l'ultima partita per un infortunio al ginocchio. Con le sue 52 ricezioni guidò i tutti i tight end della franchigia nella sua prima stagione.
Nella stagione 2011 saltò due partite per infortunio ma Gresham migliorò tutte le sue statistiche, venendo convocato per il primo Pro Bowl in carriera.
Nella sua terza stagione, Gresham continuò a migliorare ricevendo 64 passaggi per 737 yards e 5 touchdown, al secondo posto nella squadra dietro A.J. Green in entrambe le categorie. Gresham si unì a Mike Ditka e all'altro Sooner Keith Jackson come gli unici tight end nella storia della NFL a superare le 50 ricezioni in tutti i primi 3 anni di carriera. Nel gennaio 2013 fu convocato per il secondo Pro Bowl in sostituzione dell'infortunato Rob Gronkowski.
Il primo touchdown della stagione 2013, Gresham lo segnò nella settimana 8 contro i New York Jets e il secondo nella settimana 11 contro i Cleveland Browns. Nella settimana 14 andò ancora a segno nella netta vittoria sugli Indianapolis Colts. Battendo i Vikings nella settimana 16, i Bengals ottennero la loro terza qualificazione ai playoff consecutiva, un fatto senza precedenti per la franchigia. Jermaine in quella gara segnò il suo quarto TD stagionale. Malgrado i favori del pronostico, i Bengals furono eliminati per il terzo anno consecutivo nel primo turno dei playoff, questa volta in casa per mano dei San Diego Chargers, in una gara cui il tight end ricevette 64 yard e un touchdown.

### Arizona Cardinals
Il 24 luglio 2015, Gresham firò un contratto annuale con gli Arizona Cardinals. Giocò con essi fino al 2018, dopo di che si ritirò.

## Palmarès
- Convocazioni al Pro Bowl: 2

2011, 2012